# Prager Frühling (Zeitschrift)
Prager Frühling war eine politische deutsche Zeitschrift, die bis Herbst 2013 gedruckt im VSA-Verlag erschienen ist. Der Untertitel lautete Magazin für Freiheit und Sozialismus. Seit Ende 2013 erschien Prager Frühling nur noch online, die letzte Ausgabe wurde im November 2019 veröffentlicht. Die Zeitschrift bezog sich mit ihrem Namen auf den Prager Frühling 1968 in der Tschechoslowakei.

## Inhalte
Nach eigener Darstellung steht die Zeitschrift „für eine Politik sozialistischer Gesellschaftstransformation als Prozess radikaler Demokratisierung und individueller Emanzipation“.
Schwerpunkt der Zeitschrift ist die Begleitung und Forcierung von Diskussionsprozessen in der bundesdeutschen Linken und im Umfeld der Partei Die Linke.
Das Magazin steht der Emanzipatorischen Linken inhaltlich nah, einer Strömung der Partei Die Linke.
Die Zeitschrift wurde vom Verein „Freundinnen und Freunde des Prager Frühling“ herausgegeben.

## Redaktion und Autoren
Die Redaktionsmitglieder sind Mitglieder der Partei Die Linke oder stehen ihr politisch nahe. Zur Redaktion gehörten Katja Kipping, Lena Kreck, Kolja Möller, Thomas Lohmeier, Jörg Schindler, Tobias Schulze und Stefan Gerbing.
Artikel im Magazin schrieben unter anderem Juli Zeh (Schriftstellerin), Alexander Wallasch (Schriftsteller), Michel Friedman (Kolumnist, TV-Moderator), Andrea Ypsilanti (Politikerin), Andrej Hermlin (Musiker), Thilo Weichert (Jurist) und Hans-Christian Ströbele (Politiker). Bis heute haben bei Prager-Frühling-Magazin mehrere hundert Autoren veröffentlicht.